# Aaron Seydel
Aaron Seydel (Magonza, 7 febbraio 1996) è un calciatore tedesco, attaccante dell'Aalborg.

## Caratteristiche tecniche
È un centravanti.

## Carriera

### Club
Cresciuto nelle giovanili del Magonza, ha esordito in Bundesliga il 27 novembre 2016 in un match perso 2-1 contro l'Hertha Berlino, segnando la rete del momentaneo vantaggio al 25'.

### Nazionale
Ha giocato nelle nazionali giovanili tedesche Under-15, Under-16, Under-18, Under-19 ed Under-21.

## Statistiche

### Presenze e reti nei club
Statistiche aggiornate al 27 agosto 2018.
| Stagione             | Squadra              | Campionato           | Campionato | Campionato | Coppe nazionali | Coppe nazionali | Coppe nazionali | Coppe continentali | Coppe continentali | Coppe continentali | Altre coppe | Altre coppe | Altre coppe | Totale | Totale |
| Stagione             | Squadra              | Comp                 | Pres       | Reti       | Comp            | Pres            | Reti            | Comp               | Pres               | Reti               | Comp        | Pres        | Reti        | Pres   | Reti   |
| -------------------- | -------------------- | -------------------- | ---------- | ---------- | --------------- | --------------- | --------------- | ------------------ | ------------------ | ------------------ | ----------- | ----------- | ----------- | ------ | ------ |
| 2016-2017            | Magonza              | BL                   | 6          | 1          | CG              | 0               | 0               | UEL                | 2                  | 0                  | -           | -           | -           | 8      | 1      |
| 2017-2018            | Holstein Kiel        | ZL                   | 25+2       | 2          | CG              | 1               | 0               | -                  | -                  | -                  | -           | -           | -           | 28     | 2      |
| 2018-2019            | Holstein Kiel        | ZL                   | 2          | 0          | CG              | 1               | 0               | -                  | -                  | -                  | -           | -           | -           | 3      | 0      |
| Totale Holstein Kiel | Totale Holstein Kiel | Totale Holstein Kiel | 27+2       | 2          |                 | 2               | 0               |                    | -                  | -                  |             | -           | -           | 31     | 2      |
| Totale carriera      | Totale carriera      | Totale carriera      | 33+2       | 3          |                 | 2               | 0               |                    | 2                  | 0                  |             | -           | -           | 39     | 3      |